# Antonio Cavallo
Antonio Cavallo (Torino, 29 novembre 1964) è un allenatore di calcio ed ex calciatore italiano, di ruolo difensore.
È fratello del cantautore Mimmo Cavallo.

## Carriera

### Giocatore
Ha iniziato nelle giovanili del Torino, senza mai giocare in prima squadra.
Debutta tra i professionisti nella Serie C1 1984-1985 nel Campania. Nel 1985 passa al Pisa dove gioca sei stagioni, di cui due in Serie B e quattro in Serie A, vincendo due edizioni della Coppa Mitropa.
Successivamente gioca in Serie B con Udinese e Taranto; nel 1993 si trasferisce ai dilettanti del Camaiore dove poi concluderà la carriera.

### Allenatore
In seguito intraprenderà la carriera di allenatore, collaborando con Giancarlo Camolese, di cui è il vice quando questi allena prima il Livorno e poi il Torino.

## Palmarès

### Giocatore
- Coppa Mitropa: 2

Pisa: 1985-1986, 1987-1988